# Роман Гамрлик
Роман Гамрлик (чеськ. Roman Hamrlík; 12 квітня 1974, м. Готвальдов, ЧССР) — чеський хокеїст, захисник. 
Виступав за ХК «Злін», «Атланта Найтс» (ІХЛ), «Тампа-Бей Лайтнінг», «Едмонтон Ойлерс», «Нью-Йорк Айлендерс», «Калгарі Флеймс», «Монреаль Канадієнс», «Вашингтон Кепіталс».
В чемпіонатах НХЛ — 1395 матчів (155+483), у турнірах Кубка Стенлі — 113 матчів (3+38).
У складі національної збірної Чехії учасник зимових Олімпійських ігор 1998 і 2002 (10 матчів, 1+1), учасник чемпіонатів світу 1994 і 2002 (8 матчів, 0+0), учасник Кубка світу 1996 і 2004 (7 матчів, 0+2). У складі молодіжної збірної Чехії учасник чемпіонату світу 1992. У складі юніорської збірної Чехії переможець чемпіонатів Європи 1991 і 1992.
Досягнення
- Чемпіон зимових Олімпійських ігор (1998)
- Переможець юніорського чемпіонату Європи (1991, 1992)
- Учасник матчу усіх зірок НХЛ (1996, 1999, 2003).